# Phyllis Katz
Phyllis Katz (Chicago, 4 marzo 1947) è un'attrice statunitense.
Nata e cresciuta a Chicago, come attrice è nota soprattutto in televisione. Ha anche lavorato come doppiatrice nel film Il dottor Dolittle; vive a Los Angeles con il marito Rob Lewine, che ha sposato nel 1980.